# Ай-Констант
Ай-Констант (от церкви Св. Константина и Елены) — устоявшееся название археологического памятника, развалин средневекового укреплённого монастыря VIII—X века — части археологического комплекса Аю-Даг, расположенные на большой поляне в конце северо-восточной части плато, в районе одноимённой поляны на пологом участке склона горы Аю-Даг. Решениями Крымского облисполкома № 595 от 5 сентября 1969 года и № 16 (учётный № 184) от 15 января 1980 года «монастырь на горе Аю-Даг: комплекс средневековых церквей» VIII—XV века, в том числе и комплекс Ай-Констант, объявлены историческим памятником регионального значения.

## Описание
Памятник представляет собой руины поселения VIII—X века с тремя десятками зданий (из бута на глине) плотно расположенных друг к другу, защищённое стеной, также из бута на глине (ширина стены 2,5—2,8 м), огораживавшей восточный скат горы от обрыва над морем на краю поляны, до скалистого глубокого ущелья в южной части. Поселение располагалось за средней частью стены, выше по склону. По мнению Льва Фирсова и Олега Домбровского здесь в стене находились ворота, к которым подходила древняя дорога. В результате разведок 1969 года был найден массивный фундамент (толщиной до 2 м) большой прямоугольной постройки, которая могла быть донжоном укреплённого монастыря. Описанная Николаем Репниковым в 1909 году небольшая церковь оказалась церковным зданием XII—XV века построенном на руинах предыдущего монастыря.

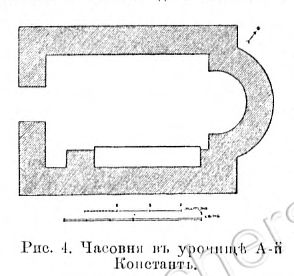
План церкви Ай-Констант Н. И. Репникова 1907 года.

Ниже поляны Ай-Констант, на наклонной площадке горы, были открыты остатки ещё одного поселения, застроенного небольшими однокомнатными жилыми домами и фундамент крупной постройки, ориентированной с северо-запада на юго-восток — судя по всему, тоже храма, предположительно, ещё одного монастыря, также VIII—X века. Южнее и западнее от поселения, за первой стеной, разбросаны остатки небольших поселений хуторского типа.
В работе 1909 года «Разведки и раскопки на южном берегу Крыма и в Байдарской долине в 1907 году» Николай Репников, первым исследовавший памятник, называл это место «Клисуры», но в новейшей литературе так называется другой памятник на Аю-Даге. До 1960-х годов эти развалины, как и остальные на Южном берегу, относили к эпохе тавров, но, после разведок Льва Фирсова 1963 года было доказано, что постройки относятся к средневековью.